# Air Charter
"La compagnie qui prend les vacances au sérieux"

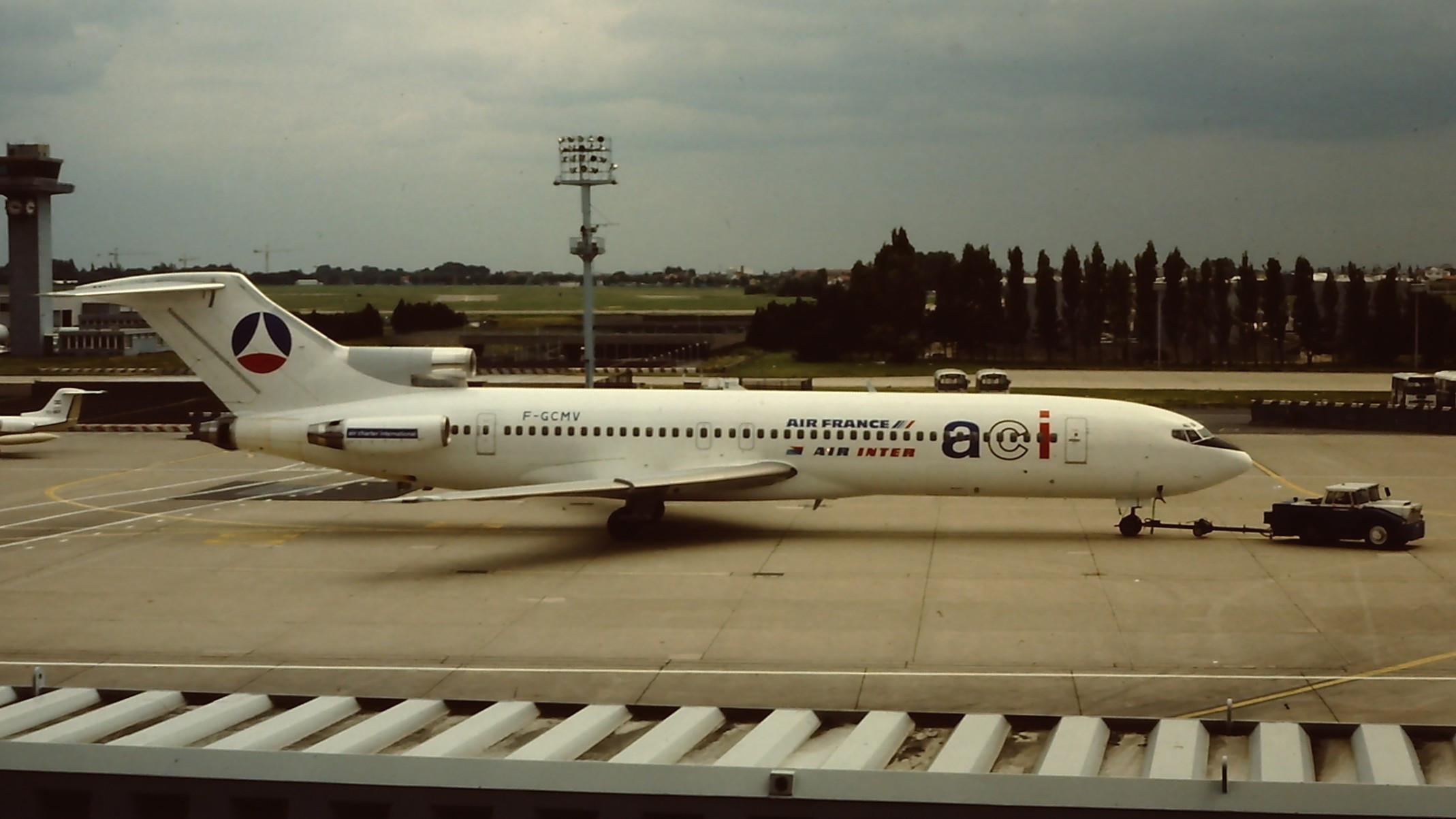
Boeing 727 d'Air Charter International (ACI) en 1981

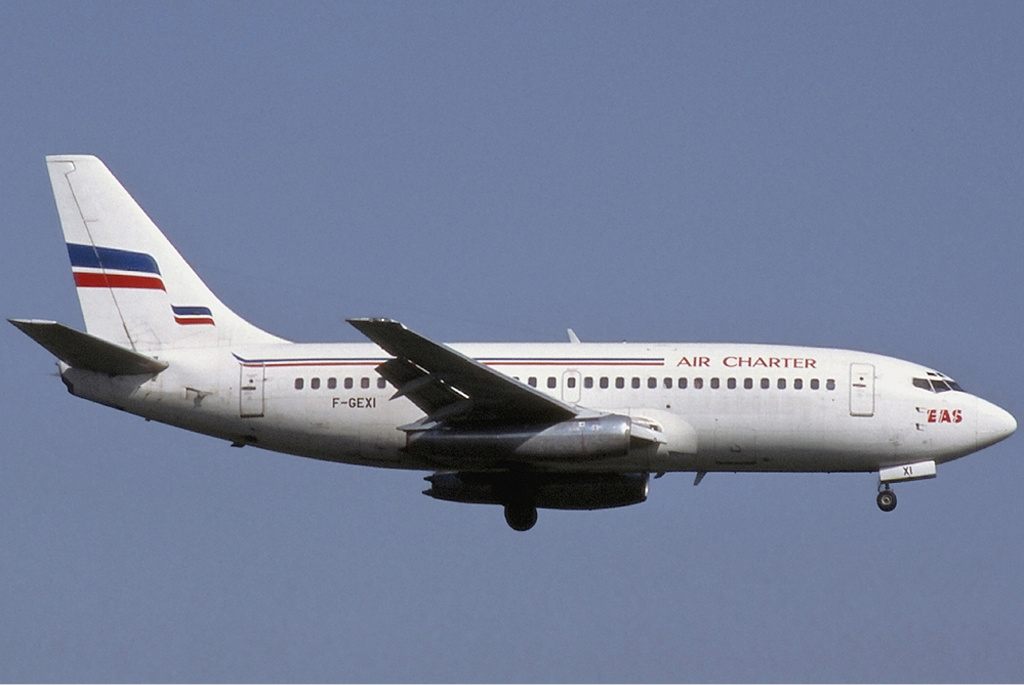
Air Charter - Boeing 737-200.

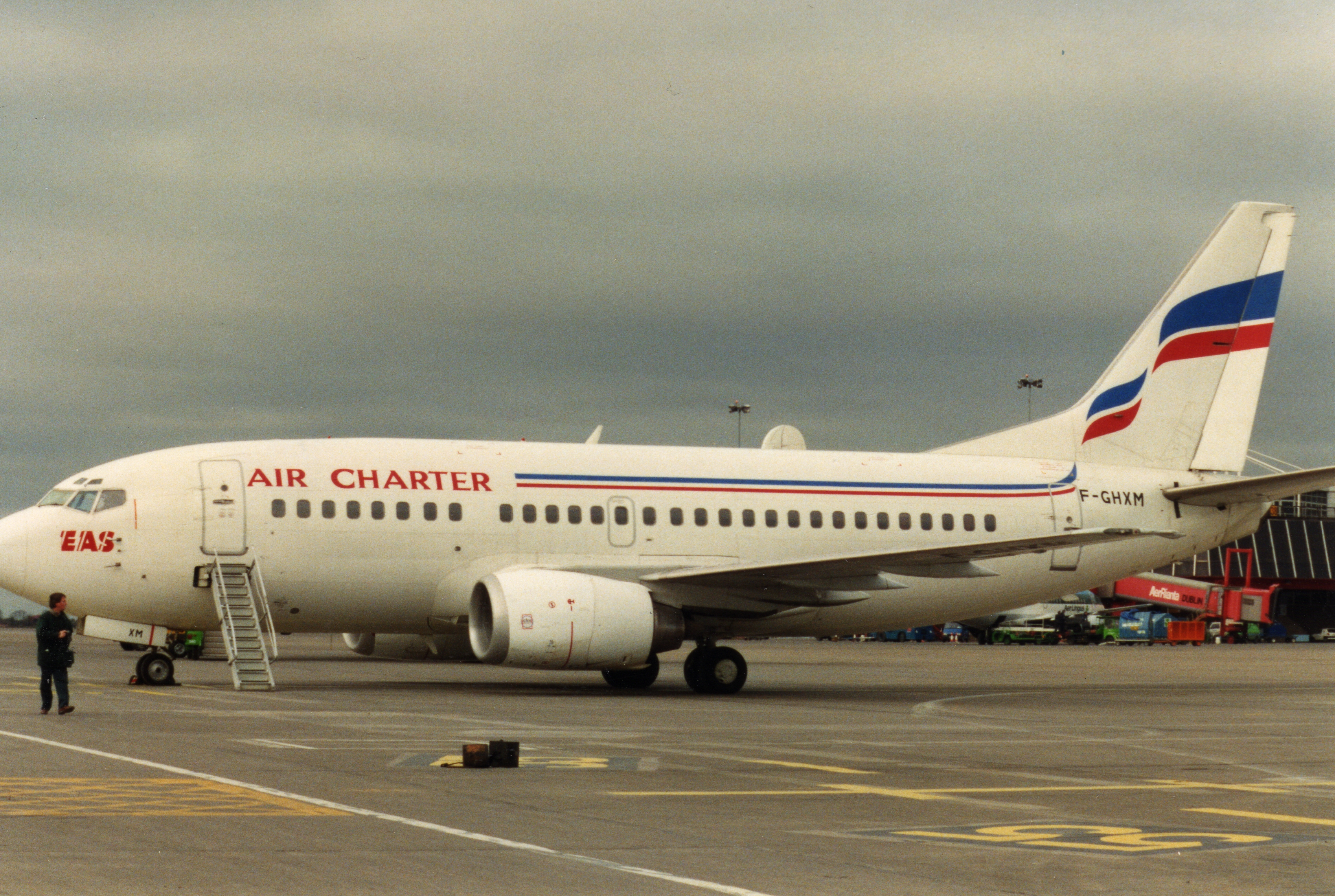
Boeing 737-500 en livrée double Air Charter/ EAS Europe Airlines à l'aéroport de Dublin en 1993.

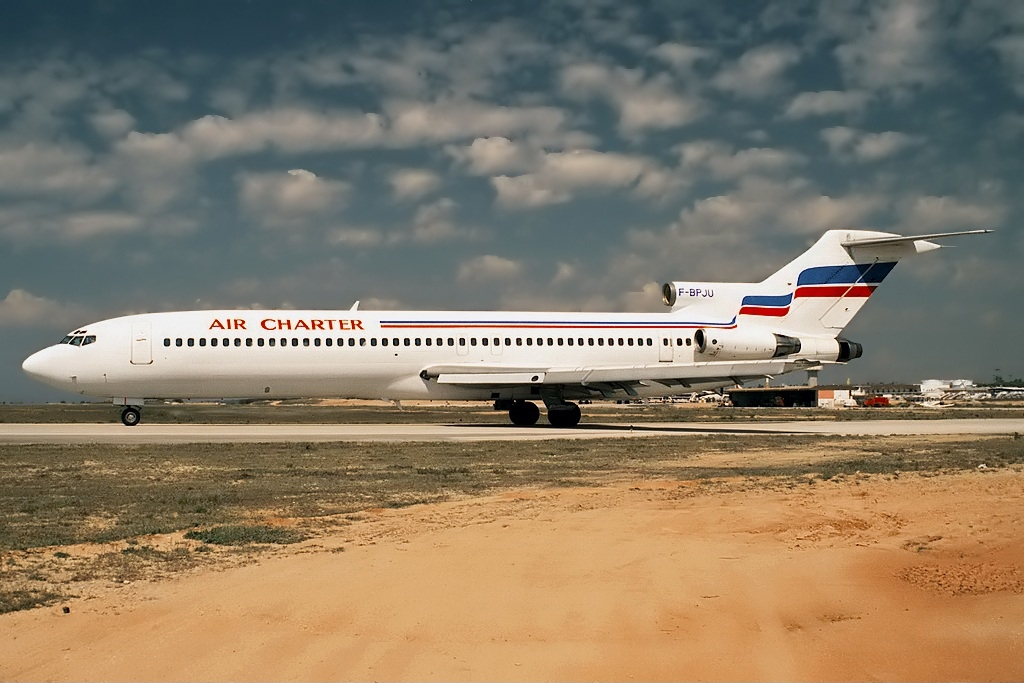
Boeing 727-214 d'Air Charter

Air Charter était une compagnie aérienne charter française, filiale d'Air France, créée en 1966 sous le nom de Société aérienne française d'affrètements (SAFA), devenue en 1969 Air Charter International puis Air Charter en 1982, et disparue en 1998 à la suite de la fusion d'Air France et d'Air Inter.

## Société aérienne française d'affrètements

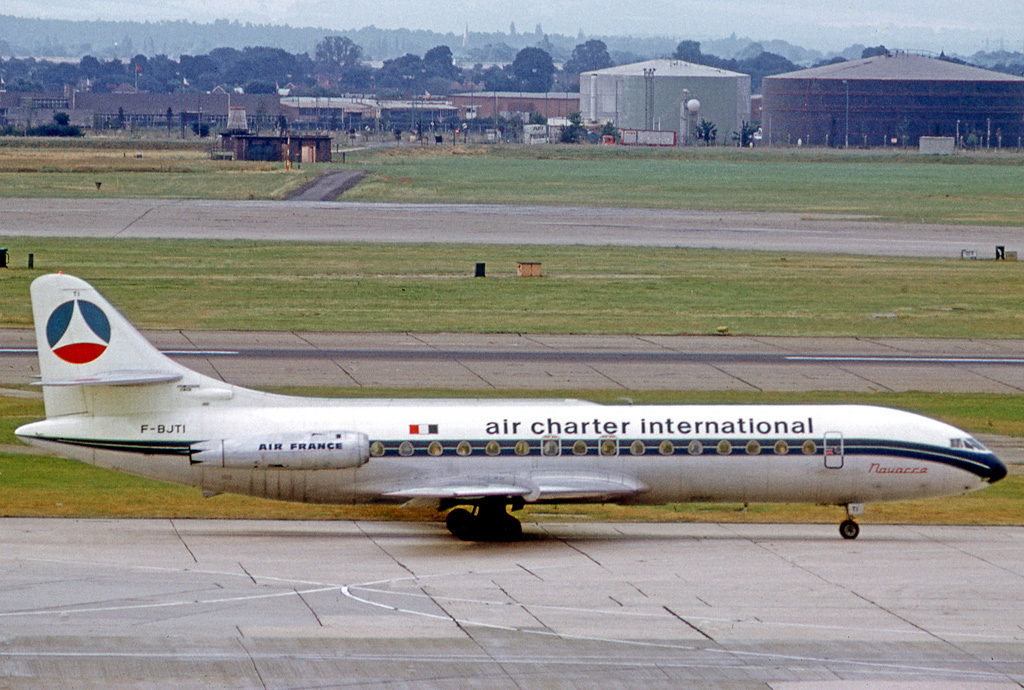
Air Charter International Caravelle III en 1971

La compagnie est créée le 7 février 1966 sous le nom de Société aérienne française d'affrètements (SAFA). 
Les premiers vols ont lieu le 25 juillet 1966 avec deux Caravelle et deux Lockheed Super Constellation. 
La compagnie exploite des vols charters au départ de Paris vers le bassin Méditerranéen.

## Air Charter International

Logo d'ACI (Air Charter International).

Le 8 décembre 1969, la compagnie change de nom et devient Air Charter International (ACI). 
En 1971, la compagnie dispose d'une flotte de sept Caravelle, et transporte environ 420 000 passagers. 
Les deux premiers Boeing 727-200 ont été introduits dans la flotte en 1972. 
Des vols charters transatlantique à destination des États-Unis et du Canada ont été proposés à la vente à partir de 1982 avec des Boeing 747-200 opérés par Air France. 
Six SE-210 (Super Caravelle 10B3) ont été louées à Europe Aero Service jusqu'en 1992 (F-GELP / F-BJEN / F-BJTU / F-BMKS / F-GDFY / F-GDFZ).

## Air Charter
En 1982, le nom de la compagnie est raccourci à Air Charter. 
Les premiers avions multi-couloirs ont commencé à être introduits dans la flotte en 1988, avec par exemple l'Airbus A300B4 et deux Boeing 737-200 de Europe Aéro Service en 1988 (F-GEXI and F-GEXJ). 
Au milieu des années 1990, les Boeing 727 ont été remplacés par des Airbus A320. 
Le 24 octobre 1998, Air Charter a cessé ses opérations à la suite de la fusion d'Air France et d'Air Inter.

## Flotte
Avions arborant la livrée Air Charter :
- Airbus A300B4-203
- Airbus A310-324
- Airbus A320-200
- Boeing 727-200 loués à Aéro Service
- Boeing 737-200, 737-400 and 737-500 loués à Europe Aéro Service
- Sud Aviation Caravelle III et 10B (10B3 louée à Europe Aéro Service)

Autre appareils utilisés par Air Charter :
- Boeing 747-200 loué à Air France
- Dassault Mercure loué à Air Inter
- Fokker F-28 loué à Touraine Air Transport (TAT)
- Lockheed Super Constellation loué à Air France

## Accident
Le 26 juin 1988, le vol Air Charter 296 Q, vol circulaire au départ de Bâle-Mulhouse sur un Airbus A320 d'Air France, affrété par Air Charter au bénéfice de l'aéroclub de Mulhouse, s'écrase dans une forêt en bout de piste de l'aérodrome de Mulhouse-Habsheim. 
Après un passage à basse altitude et basse vitesse pour un meeting aérien dans le sud de l'Alsace l'avion s'écrase et prend feu, faisant 3 morts et 36 blessés parmi les 136 personnes à bord.